# 理由ある太郎
『理由ある太郎』（りゆうあるたろう）は、2008年4月18日から同年9月19日までフジテレビ系列で毎週金曜23:00 - 23:30（JST）に放送されていた雑学系バラエティ番組である。レギュラー開始前（2008年1月1日）に特別番組が1回放送された。略称「ある太郎」。

## 概要
世の中に理由のないものはないというコンセプトに基づき、日常生活において、あえて調べようとは思わない疑問（例:指の関節がなる理由）や当然と思っていた事柄（例:母の日にカーネーションを贈る理由）にスポットを当てた雑学バラエティー。元日深夜の時間帯としては健闘したためレギュラー化が決定した。（視聴率はビデオリサーチ・関東地区調べ）

## 構成
プレゼンター（番組中では「理由プレゼンター」と呼ばれる）はそれぞれ持参した「雑学」をプレゼンする。「理由」を知りたい5人のパネリスト（番組中では「知識人パネラー」と呼ばれる）たちは、まずタイトルだけで「知りたい」か「知らなくても良い」かを決める（ファーストジャッジ）。知らなくてもよいというパネリストに対し、プレゼンターは理由のさわりを示して、ある程度定められた制限時間内にパネリストをなんとか翻意させようとする。パネリストは制限時間内であれば「知りたい」に変更することが可能である。そして「知りたい」を選択したパネリストは「1ノグチ（=1000円）」をエアシューターによって支払い、その合計額がプレゼンターの出演料に上乗せされる。最後まで「知らなくても良い」を表明したパネリストには目隠しとヘッドホンがつけられ、理由を知ることはできない。また、最後まで全員が「知らなくて良い」になった場合、理由は放送されず、視聴者も知ることができない。番組初期ではファーストジャッジに対しファイナルジャッジがあり、ファイナルジャッジでパネリストそれぞれの意思が決定された。
特別番組においては、理由によってそれぞれ金額を決めていた。また、パネリストたちは番組終了後、スタジオの出口でまとめて現金を支払った。
ファーストジャッジで全員が「知りたい」となった場合は、「ALL 知りたい PERFECT BONUS」に突入し、1000円札の野口英世の肖像を立体にしたマスクをかぶった「ノグチくん」が出てきてダンスを披露、他のプレゼンターたちに1000円の「おひねり」が配られた。
また、中期頃からはクレジットタイトル時に、内村光良とノグチくんによる寸劇が流された。

## 出演者
司会者
- 内村光良

主なプレゼンター
- ビビる大木
- ふかわりょう
- ブラックマヨネーズ
- 山崎弘也
- 優木まおみ（優木はパネラーとしても出演）

主なパネラー
- 秋元康
- おぎやはぎ
- 髙田万由子
- 山田五郎

### ナレーション
- 小野敦子（寸劇でのおばあさん役としても登場、2008年6月27日放送分まで及び最終回終盤）
- 井上和彦
- 春日由実（フジテレビアナウンサー、7月4日放送分以降）

## 特別番組
- 2008年1月1日 : 23:20 - 24:20 視聴率10.0%

## 備考
- ナレーションの小野敦子を除くVTR出演者およびノグチくん役の情報（名前）はクレジットでも流されておらず、非公開となっている。ただ、一部の役は公式サイトで出演情報を公開している。なお、ノグチくんのキャストは最終回まで非公開とされた（途中の回で「明らかに背が低くなった」と言われていることから、複数いると思われる）。なお、番組内で内村はノグチくんを指して「相方です」というシーンがあったが、本当に彼の「相方」である南原清隆が演じていたかどうかは不明である。

## スタッフ

### パイロット版
- 制作：吉田正樹
- プロデューサー：坪井貴史
- チーフプロデューサー：宮道治朗
- 制作：フジテレビバラエティ制作センター
- 制作著作：フジテレビ

### レギュラー版
- 制作：吉田正樹（当時フジテレビ）
- 構成：酒井健作、岐部昌幸、安部裕之、杉本みな子
- リサーチ：上村知子、窪田基樹
- 美術プロデューサー：古江学（フジテレビ）
- セットデザイン：棈木陽次
- 美術進行：内山高太郎
- 大道具：卜部徹夫
- アクリル装飾：織田秀幸
- 装飾：羽染香樹
- 電飾：岸和幸
- 生花装飾：安藤岳
- 特殊美術：高橋明
- 特殊装置：石田俊一
- 衣裳：山田斉
- メイク：水落万里子
- CGプロデュース：久保田幸
- CGディレクター：鈴木鉄平（フジテレビ）
- CGデザイン：三塚篤
- イラスト：関谷美岐
- タイトル・ロゴ：山形憲一
- SW：小川利行
- CAM：池田孝宏
- VE：高木稔
- AUD：片山勇
- 照明：小林敦洋
- マルチ：太田和明
- 音響効果：斉藤信之
- VTR編集：岩崎秀徳、榎本祐紀
- MA：足達健太郎
- TK：星美香
- 編成：立松嗣章（フジテレビ）
- 広報：佐々木順子（フジテレビ）
- デスク：森次千香子
- キャスティングプロデューサー：永瀬琢也、伊勢本裕之
- AP：内海雅、倉科知美（フジテレビ）
- AD：金森泰彦、斎藤貴次、大里健太、大美賀将行
- ディレクター：石武士（ビー・ブレーン）、小林智武、伊藤嘉彦、平山圭介、川上渡
- 演出：木村剛・蜜谷浩弥（フジテレビ）
- プロデューサー：藤沼聡・江本薫（フジテレビ）
- チーフプロデューサー：宮道治朗（フジテレビ）
- 技術協力：ニユーテレス、FLT、IMAGICA、インターナショナルクリエイティブ
- 制作：フジテレビバラエティ制作センター
- 制作著作：フジテレビ